# A Little Kiss
A Little Kiss is de première van het vijfde seizoen van Mad Men. Het zijn twee afleveringen achter elkaar. De aflevering is geschreven door Matthew Weiner en geregisseerd door Jennifer Getzinger. Het werd in Amerika uitgezonden op 25 maart 2012. Het was in Amerika de meest bekeken aflevering tot nu toe met 3,5 miljoen kijkers.

## Verhaal
Roger Sterling voelt zich na het verliezen van Lucky Strike nutteloos en probeert Pete Cambell zijn klanten in te pikken. Uiteindelijk loopt Roger in een val die Pete opzet door een niet-bestaande afspraak in zijn agenda te zetten om 6 uur 's ochtends.
Megan Draper organiseert een feestje voor Don zijn veertigste verjaardag, waar Don niet blij mee is.
Joan Harris heeft een zoon gekregen en krijgt hulp van haar moeder. Uiteindelijk is ze bang dat ze op haar werk wordt vervangen en gaat met haar zoon naar SCDP. Daar weet Lane haar te overtuigen dat ze onmisbaar is op haar werk.